# بخش دیسنوفان
بخش دیسنوفان یکی از بخشهای کانتون تورگو در کشور سوئیس است.